# 新庄市立新庄小学校
新庄市立新庄小学校（しんじょうしりつしんじょうしょうがっこう）は山形県新庄市にある公立小学校。

## 概要
主に新庄市の中心部を学区としている。

## 沿革

### 略歴
1873年（明治6年）9月に新庄学校創立。1941年（昭和16年）に新庄国民学校と校名改称、1947年（昭和22年）に最上郡学校組合立新庄小学校と改称、1949年（昭和24年）4月1日に新庄市立新庄小学校と校名変更する。 1973年（昭和48年）には創立百周年を迎えた。

### 年表
出典
- 1873年（明治6年）9月26日 - 新庄学校創立
- 1878年（明治11年）5月23日 - 旧城址にあった校舎焼失
- 1896年（明治29年）- 西校舎洋風2階40坪落成
- 1935年（昭和10年）- 校章制定
- 1941年（昭和16年）- 新庄国民学校と校名改称
- 1947年（昭和22年）- 最上郡学校組合立新庄小学校と改称
  - 5月1日 - 飛田分校常設
- 1948年（昭和23年）1月10日 - 全校給食実施
- 1949年（昭和24年）
  - 4月1日 - 新庄市立新庄小学校と校名変更
  - 11月30日 - 給食調理室完成
- 1950年（昭和25年）8月 - 要養護児童を対象に鼠ヶ関海浜学校開設（昭和41年まで）
- 1953年（昭和28年）- 校歌制定
- 1954年（昭和29年）11月30日 - 学校図書館、保健室落成
- 1957年（昭和32年）12月16日 - 水道が初めて校内に入る
- 1962年（昭和37年）3月31日 - 飛田分校廃止 冬季分校設置決定
- 1966年（昭和41年）4月5日 - 特殊学級開設
- 1969年（昭和44年）1月13日 - 新校舎落成式
- 1971年（昭和46年）1月13日 - 完全給食実施
- 1973年（昭和48年）7月22日 - 創立百周年記念行事（記念植樹）
- 1974年（昭和49年）8月 - プール完成
- 1975年（昭和50年）10月 - 交通公園完成
- 1984年（昭和59年）
  - 4月 - 59・60年度文部省指定道徳教育推進学校（学校家庭連携推進校となる）
  - 6月 - 相撲場完成 勤労体験学習園造成
- 1992年（平成4年）8月 - 校舎改造工事着工
- 1994年（平成6年）4月20日 - 国際交流記念日制定（4月20日）米リーウッド小学校来校親善交流
- 1995年（平成7年）10月31日 - 校舎改築工事完成
- 1996年（平成8年）6月 - ワールドルーム設置
- 1997年（平成9年）11月21日 - 肢体不自由特殊学級設置 通級指導教室設置
- 1999年（平成11年）3月 - コンピュータ、エレベータ、3階渡り廊下設置
- 2001年（平成13年）7月19日 - プール完成
- 2002年（平成14年）
  - 3月26日 - 新給食調理室完成
  - 4月 - 学力向上フロンティアスクール指定
  - 11月15日 - グラウンドナイター照明器具完成
- 2004年（平成16年）7月1日 - 第2回全国少人数指導研究会in山形新庄大会授業提供 - 山形県学力向上フロンティア事業指定，新庄市教育委員会委嘱研究発表会
- 2005年（平成17年）4月1日 - 山形県教育委員会より学力向上拠点形成事業指定
- 2006年（平成18年）4月1日 - 新庄市教育委員会より「新庄市小中連携教育実践研究指定校」委嘱
- 2007年（平成19年）
  - 3月29日 - マルタ共和国ゴゾ島ナドゥール小学校と交流を始める
  - 10月22日 - 山形県交通安全優良校県知事表彰を受賞
  - 12月8日 - 第8回環境美化教育優良校等表彰事業散乱防止部門 環境大臣賞受賞
- 2008年（平成20年）4月1日 - 山形県教育委員会より「C」改革実践プロジェクト事業指定
- 2009年（平成21年）10月17日 - TBC東北大会へ合唱部出場
- 2010年（平成22年）
  - 3月12日 - 校内ＬＡＮ配線・機器設備工事
  - 8月3日～11月30日 - 耐震化工事（5223㎡）
  - 7月15日 - 各教室に扇風機取り付け（2台ずつ）
- 2011年（平成23年）
  - 3月11日 - 東日本大震災のため集団下校
  - 5月 - PTA緊急連絡メール配信開始
- 2012年（平成24年）10月20日 - TBC東北大会へ合唱部出場
- 2013年（平成25年）
  - 2月8日 - 学校研究 日弘教教育賞奨励賞受賞
  - 7月 - 校舎・体育館屋根塗り、体育館耐震補強工事
- 2014年（平成26年）
  - 9月 - エアコン設置（保健室・図書室・MM室・職員室・校長室）
  - - 東北管区交通安全優良学校表彰
  - - 山形県担任力育成推進プロジェクト
- 2015年（平成27年）- 山形県探究型学習推進プロジェクト校（平成29年度まで）
- 2019年（令和元年）
  - - 普通教室にエアコンが設置される
  - - TBC東北大会へ合唱部出場
- 2020年（令和2年）- 新型コロナウイルス感染予防のため臨時休業
- 2022年（令和4年）- 西校舎１階トイレ洋式化改修 - 交通安全優良学校
- 2023年（令和5年）- あじさいルーム開設（地域交流室）

## 教育目標
- 令和6年度[2]
  - 『素直で明るく思いやりのある子』
  - 『よく考えて進んで勉強する子』
  - 『がんばりぬくたくましい子』

## 学校行事
| - 4月 始業式、入学式 - 5月 運動会 - 6月 | - 7月 終業式 - 8月 始業式 - 9月 | - 10月 マラソン記録会、修学旅行 - 11月 - 12月 終業式 | - 1月 始業式 - 2月 6年生を送る会 - 3月 修了式、卒業証書授与式 |

## 通学区域
- 新庄市[3]
  - 本町1番から3番まで、5番3号から9号まで、5番42号、5番48号、沼田町2番3号から10号まで、大手町1番16号から2番47号まで、2番64号から4番4号まで、5番5号から6号まで、住吉町1番5号から4番16号まで、4番49号から51号まで、8番1号から3号まで、8番34号から46号まで、沖の町、多門町、若葉町、大町、小田島町、堀端町、城西町、城南町、宮内町、新町、千門町、大福田、下山屋、上山屋、下西山、あたご町、新田、飛田、庚申、蛇塚、上野、千門町3区、栄町、宮内一、川西1区、川西2区、川西3区、川西4区、川西5区、川西6区

## 進学先中学校
- 新庄市立新庄中学校[3]

## 学区内の主な施設
- 新庄市役所
- 新庄市民文化会館
- 新庄市民プラザ
- 新庄ふるさと歴史センター
- 山形県立新庄北高等学校
- 山形県立新庄南高等学校
- 新庄城跡
- 新庄駅

## 交通
- JR東日本 新庄駅から徒歩約25分